# والتر بيرنس
والتر بيرنس (بالإسبانية: Walter Behrens)‏ هو لاعب كرة قدم أرجنتيني، ولد في القرن 20 في لابلاتا في الأرجنتين، وتوفي في 21 يناير 2005. لعب مع نادي أونيفرسيداد كاتوليكا.